# Gaëtane Deberdt
Gaëtane Deberdt, née le 19 septembre 1998, est une judokate française.

## Carrière
Gaëtane Deberdt évolue dans la catégorie des moins de 57 kg. Elle est médaillée d'argent à l'Universiade d'été de 2019 à Naples puis sacrée championne de France la même année à Amiens .
Elle obtient la médaille d'argent aux championnats d'Europe des moins de 23 ans 2020 à Poreč.
Aux Championnats du monde de judo 2021 à Budapest, elle remporte la médaille d'argent par équipes.